# Niklas Nißl
Niklas Nißl (* 1995) ist ein deutscher Schauspieler.

## Leben
Nißl, der bereits als Jugendlicher vor der Kamera stand, besuchte mehrere Schauspiel-Bühnenworkshops, u. a. im Bühnenkampf, für Darstellung und in der Meisner-Technique. Seit 2013 arbeitet er als Schauspieler für Film und Fernsehen. Außerdem wirkte er in Kurz- und Hochschulfilmen mit.
Sein Fernsehdebüt hatte er, an der Seite von Annika Kuhl und Sascha Alexander Gersak, die seine Eltern spielten, als Jonas Moser in dem Fernsehfilm Der Geruch von Erde. In der Mysteryserie Fluch des Falken (Erstausstrahlung 2014 und 2015) hatte er in der dritten und vierten Staffel in insgesamt 55 Folgen eine durchgehende Hauptrolle als Raphael von Cramm; er stellte einen adeligen Jungen aus reichem Hause dar. In dem Kinofilm Fack ju Göhte 2 (2015) spielte er den Schüler Torben, einen Zögling des überengagierten Lehrers Hauke Wölki.
In der ZDF-Fernsehreihe Lena Lorenz spielte er in zwei Fernsehfilmen die Rolle des Tim Weber, den Sohn der Serienfigur Julia Obermeier (Liane Forestieri), die ihr Kind als 17-Jährige zur Adoption freigegeben hatte. In dem SAT1-Fernsehfilm Nackt. Das Netz vergisst nie., der im April 2017 im Rahmen einer Themenwoche zum Cybermobbing ausgestrahlt wurde, verkörperte Nißl den Schüler Basti, der sich zunächst von seiner Freundin Lara trennt, nachdem Nacktfotos von ihr ins Internet gestellt wurden.
Im Sommer 2017 stand Nißl für den ZDF-Fernsehfilm Ein Sommer im Allgäu aus der ZDF-Herzkino-Reihe „Ein Sommer in …“ vor der Kamera; er verkörpert darin den Nachbarssohn Pirmin, genannt „Wim“, der wegen mehrfachen Schwarzfahrens Sozialstunden ableisten muss und sich um eine querschnittgelähmte ehemalige Extremkletterin (Jennifer Ulrich) kümmert. Die Erstausstrahlung erfolgte im ZDF im November 2017.
Im September 2017 war Nißl in der ZDF-Krimiserie SOKO Stuttgart in einer Episodenhauptrolle zu sehen; er spielte Frank Köster, den tatverdächtigen unehelichen Sohn des Mordopfers. In der 13. Staffel der ZDF-Fernsehserie Notruf Hafenkante (März 2019) übernahm Nißl eine der Episodenhauptrollen als Schüler, der behauptet, von seinem Lehrer tätlich angegriffen worden zu sein. In der Vorabendserie Hubert ohne Staller (November 2019) hatte Nißl eine Episodenhauptrolle als tatverdächtiger Sohn eines Gestütbesitzers. In der ZDF-Serie Kanzlei Berger (März 2021) spielte er eine der Episodenhauptrollen als jüngerer Bruder der Gründerin einer sektenähnlichen Öko-Kommune. In der 8. Staffel der Vorabendserie Morden im Norden (Januar 2022) übernahm Nißl eine der Episodenhauptrollen als tatverdächtiger Freund einer getöteten jungen Vietnamesin.
Er drehte auch Werbespots, u. a. für die Chips-Marke Pringles (gemeinsam mit Philipp Lahm) und für die Gesichtspflegeserie Clearasil.
Nißl ist begeisterter Sportler, er betreibt u. a. Freestyle-Skiing, Kickboxen, Klettern, Wakeboard und Wellenreiten. Nißl studiert und lebt in München.

## Filmografie (Auswahl)
- 2010: Jungs (Kurzfilm, Hochschule für Fernsehen und Film München)
- 2013: Der Junge am Meeresufer (Kurzfilm, Hochschule für Fernsehen und Film München)
- 2014–2015: Fluch des Falken (Fernsehserie; Serienhauptrolle)
- 2015: Fack ju Göhte 2 (Kinofilm)
- 2016: Lena Lorenz: Ein Fall von Liebe (Fernsehreihe)
- 2016: Lena Lorenz: Wunsch und Wirklichkeit (Fernsehreihe)
- 2017: Nackt. Das Netz vergisst nie. (Fernsehfilm)
- 2017: SOKO Stuttgart: Eiskalt (Fernsehserie, eine Folge)
- 2017: Ein Sommer im Allgäu (Fernsehreihe)
- 2017: Heldt: Die Lehrer, die ich rief (Fernsehserie, eine Folge)
- 2018: Der Lehrer: Meinste so’n Tumor fragt erstmal nach’m Perso? (Fernsehserie, eine Folge)
- 2019: Frühling – Lieb mich, wenn du kannst (Fernsehreihe)
- 2019: Tonio & Julia: Schuldgefühle (Fernsehreihe)
- 2019: Notruf Hafenkante: Der Lehrer (Fernsehserie, eine Folge)
- 2019: SOKO Kitzbühel: Kein Anschluss unter diesem Chat (Fernsehserie, eine Folge)
- 2019: Hubert ohne Staller: Pony am Stock (Fernsehserie, eine Folge)
- 2019: Frühling – Weihnachtswunder (Fernsehreihe)
- 2019: Tonio & Julia: Schuldgefühle
- 2020: Eine harte Tour (Fernsehfilm)
- 2021: Kanzlei Berger: Der freie Wille (Fernsehserie, eine Folge)
- 2022: Morden im Norden: Scharfe Krallen (Fernsehserie, eine Folge)
- 2023: Lena Lorenz: Lügenbaby (Fernsehreihe)
- 2023: Lena Lorenz: Schicksalsschlag (Fernsehreihe)
- 2023: In aller Freundschaft – Die jungen Ärzte: Überschritten (Fernsehserie, eine Folge)